# Ippodromo San Rossore
L'ippodromo San Rossore è situato all'interno del parco naturale di Migliarino, San Rossore e Massaciuccoli, nel comune di Pisa.
Fondato nel XIX secolo nell'allora tenuta del re d'Italia, oltre ad essere sede di attività agonistica, è da tempo dedicato anche all'allenamento di cavalli di razza purosangue, protagonisti delle corse al galoppo, in piano e ad ostacoli, organizzate dall'UNIRE.

## Storia
La lunga vicenda sportiva che ha avuto per protagonisti i purosangue in Barbaricina e in San Rossore viene filtrata dalla presenza e dal ruolo svolto dalla "Società alfea (cioè pisana) per le corse dei cavalli" in oltre un secolo di vita.
Dopo che Leopoldo II di Lorena ebbe tracciato nel 1829 la pista degli Escoli, e dopo che negli anni immediatamente seguenti ebbe inizio la migrazione dei purosangue da Lucca e da Firenze in vista di un'organica stagione di corse, il 18 agosto 1853 fu presentata alle autorità la richiesta di formare a Pisa una "società per le corse dei cavalli". Il regolamento fu steso prendendo a modello quello della società torinese, già attiva in Italia, mentre tra i fini del nuovo organismo venne indicata la volontà di "creare, con le corse dei cavalli, un sensibile movimento economico alla città, del quale sarebbero stati avvantaggiati caffettieri, vetturini, locandieri".
La domanda, firmata dal marchese Cesare Mastiani Sciamanna, fu sottoscritta dai personaggi più importanti nella vita sportiva dell'epoca, dal marchese Costabili, al principe Demidoff, dal barone di Lowemberg al principe Poniatowski.
L'approvazione della nuova società di corse avvenne il 26 agosto: i sottoscrittori furono 62 e ogni azione aveva il valore di 100 lire. Nella sede di Piazza San Nicola, il primo presidente fu Vittorio Papanti, e il primo atto della nuova società fu di organizzare una riunione di corse.

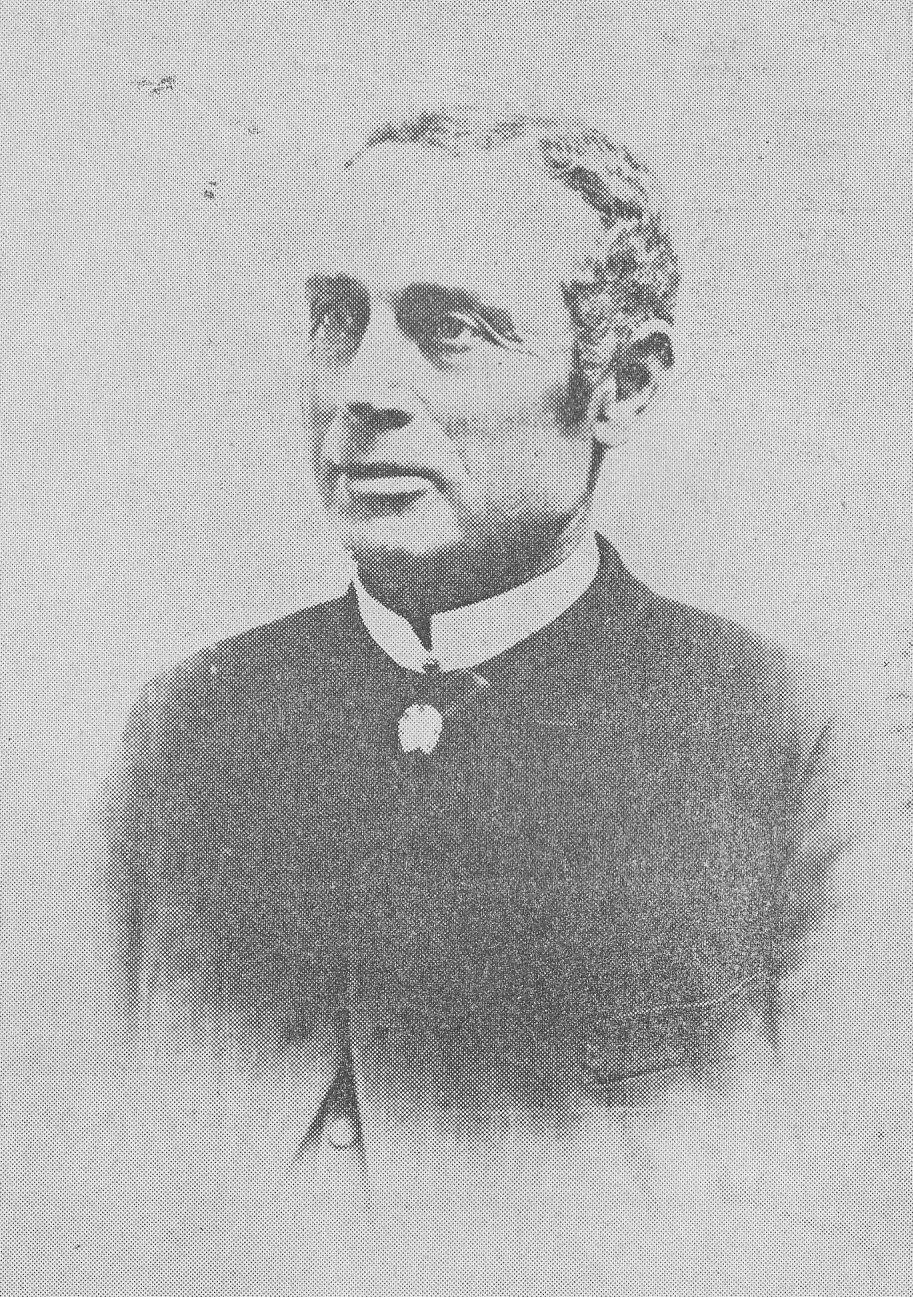
Thomas Rook

L'evento ebbe luogo il 3 aprile del 1854, con grande seguito nella città di Pisa ma anche nell'intera regione, tanto che la Società della Strada Ferrata organizzò un servizio speciale con partenza da Lucca alle 11 e ritorno da Pisa alle 19. Le tribune del nuovo ippodromo erano due, entrambe realizzate in legno di pino: una riservata al pubblico, l'altra alle autorità, alla banda musicale e, al piano terra, alla segreteria.
Se all'origine dell'attività ippica pisana operò un'anonima "Società per le corse dei cavalli ", l'attuale nome Alfea comparve nel 1891 allorché, sotto la spinta di sportsmen ippici come il trainer Thomas Rook, il conte Felice Scheibler e il veterinario reale Giacinto Fogliata, una nuova società nacque in competizione con quella esistente. Si chiamava "Società nazionale per le corse autunnali dei cavalli a Pisa " e raccoglieva personalità ippiche di ogni parte d'Italia. La costituzione portava la data del 30 settembre 1891, con emissione di 200 azioni da 25 lire ognuna. La competizione fra le due società si protrasse per qualche anno, finché nel 1898 avvenne, sotto il nome di Alfea, la definitiva riunificazione.
A cavallo dei due secoli, l'attività ippica in Barbaricina e San Rossore subì il massimo incremento, grazie alla presenza delle più importanti scuderie operanti in territorio nazionale, ma anche per la bontà delle piste; il Jockey Club aveva già nel 1896 ufficialmente riconosciuto la struttura come "Centro nazionale di allenamento ". Oltre alla compattezza ed alla permeabilità delle piste, anche il clima mite, la ricchezza dei pascoli, la posizione baricentrica contribuirono a fare di Barbaricina "il paese dei cavalli". Una convenzione con la Real Casa consentì il libero svolgersi dell'attività ippica, con questa sola eccezione espressamente indicata nel testo: "I cavalli dovranno interrompere il loro galoppo al passaggio delle Maestà Reali "; una condizione che non venne peraltro mai rispettata. Mentre a Barbaricina nacquero fra le due guerre mondiali nuovi grandi complessi residenziali finalizzati all'attività ippica, ci si avviava verso la metà del XX secolo.

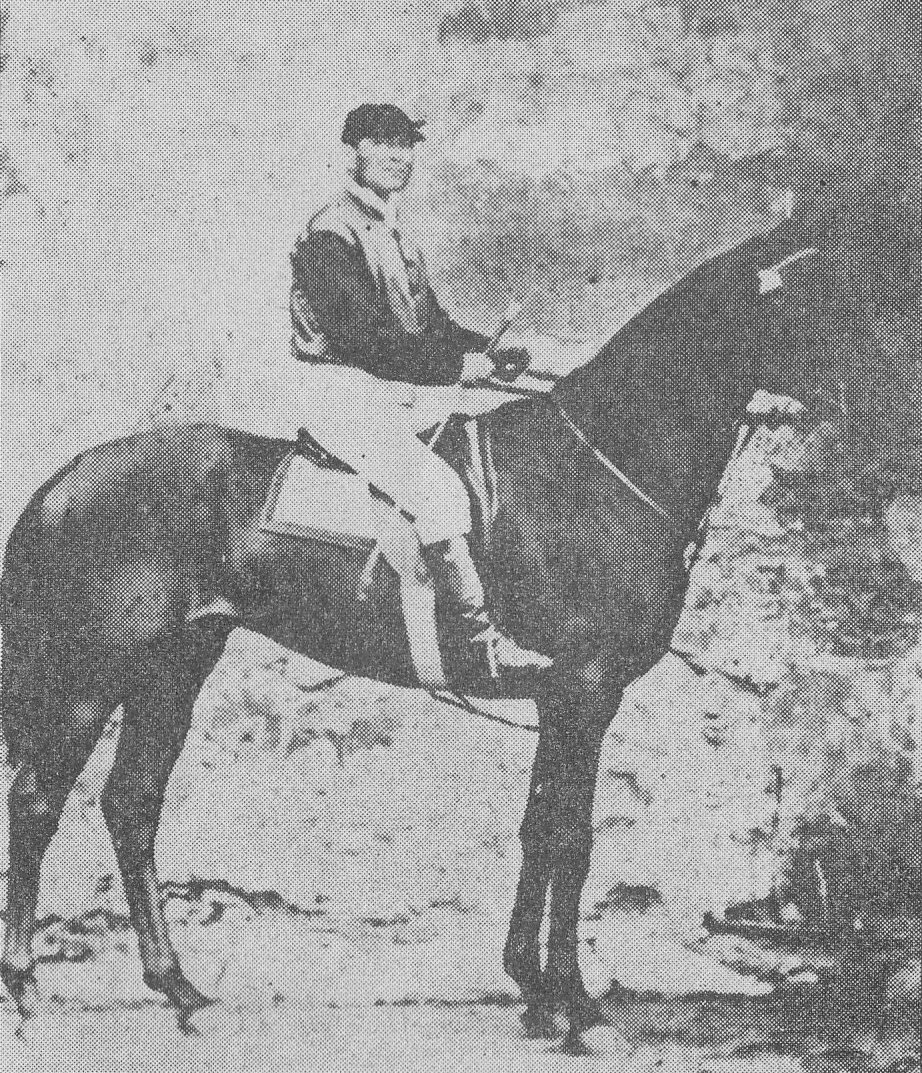
Ranieri Galletti in sella a Fitz Orphelin, vincitore della Corsa dell'Arno del 1874

Dal 1943 al 1945 Barbaricina e San Rossore subirono bombardamenti aerei devastanti: scuderie distrutte, piste devastate. La ripresa fu faticosa, merito di pochi appassionati fra i quali spiccò il nome di Federico Regoli, trainer principe del galoppo italiano. Alla vigilia del Natale 1945 un gruppo di appassionati diede vita alla nuova società Alfea: le azioni costavano 500 lire e i soci erano 102. Il primo presidente della rinata società fu Roberto Supino. Dopo quella data, le trasformazioni si successero rapide come il correre del tempo, anche con vari interventi nel corpo societario fino all'acquisizione della maggioranza della società da parte della Cassa di Risparmio di Pisa. Nel 1957 - quando già Ribot aveva vinto il premio "Pisa" del 1955 - nacquero le nuove tribune, le stesse presenti ancora oggi. Alla metà degli anni settanta, con la presenza di Harry Bracci Torsi, il centro di svernamento si trasformò gradatamente in un centro di allenamento aperto tutto l'anno, con un numero di cavalli che andrà gradatamente aumentando fino ai 900 attuali, nel periodo della stagione di corse. Un nuovo impulso per l'ippica pisana si ebbe anche grazie alle rinnovate convenzioni con la presidenza della Repubblica per l'uso delle piste di allenamento e da corsa.
Negli ultimi anni la Cassa di Risparmio di Pisa venne costretta dalla Banca d'Italia a liberarsi della proprietà dell'Alfea e il pacchetto azionario detenuto dall'istituto di credito fu rilevato con notevole impegno finanziario da un gruppo di appassionati pisani affinché l'Alfea restasse un'attività della città. Il consolidarsi del fenomeno ippico ha inoltre fatto emergere la necessità, comune a tutta l'ippica italiana, di adeguare il centro di allenamento alle esigenze tecniche di un materiale sempre più pregiato, oltre che di adeguare la stessa pista da corsa in modo da inserire la riunione di San Rossore a maggiori livelli nel grande circuito nazionale. Con questa finalità, strettamente legate al futuro stesso dell'ippica pisana, è stata stesa la nuova convenzione con la Regione Toscana.

## L'ippodromo

### La stagione di corse
Le corse al galoppo si disputano da metà ottobre a metà maggio. Nella riunione autunnale, da ottobre a dicembre, si corre in genere il sabato; in quella invernale, da gennaio a marzo l'ippodromo è aperto ogni domenica e in un giorno infrasettimanale; in quella primaverile, da aprile a maggio, si corre invece il venerdì.

### Le corse più importanti
Premio Goldoni, Criterium di Pisa, Premio Andreina e Premio Thomas Rook, Premio Pisa, Premio Rosenberg, Premio Federico Regoli, Premio San Rossore.